# Elite One 1990
Il campionato era formato da sedici squadre e l'Union Douala vinse il titolo.

## Classifica finale
| Pos. | Squadra            | G  | V  | N  | P  | GF | GS | Punti |
| ---- | ------------------ | -- | -- | -- | -- | -- | -- | ----- |
| 1    | Union Douala       | 30 | 17 | 8  | 5  | 43 | 24 | 59    |
| 2    | Prévoyance Yaoundé | 30 | 13 | 8  | 9  | 37 | 29 | 47    |
| 3    | Panthère Bangangté | 30 | 13 | 8  | 9  | 33 | 26 | 47    |
| 4    | Tonnerre Yaoundé   | 30 | 11 | 11 | 8  | 31 | 27 | 44    |
| 5    | Canon Yaoundé      | 30 | 11 | 10 | 9  | 37 | 26 | 43    |
| 6    | Diamant Yaoundé    | 30 | 10 | 11 | 9  | 34 | 25 | 41    |
| 7    | Racing Bafoussam   | 30 | 10 | 10 | 10 | 28 | 25 | 40    |
| 8    | Unisport Bafang    | 30 | 8  | 14 | 8  | 25 | 27 | 38    |
| 9    | Cammark Bamenda    | 30 | 8  | 13 | 9  | 26 | 30 | 37    |
| 10   | Colombe Sangmélima | 30 | 7  | 15 | 8  | 20 | 22 | 36    |
| 11   | Caïman Douala      | 30 | 9  | 9  | 12 | 33 | 31 | 36    |
| 12   | Unite Douala       | 30 | 8  | 13 | 9  | 20 | 24 | 36    |
| 13   | PWD Kumba          | 30 | 10 | 5  | 15 | 24 | 41 | 35    |
| 14   | Dynamo Douala      | 30 | 6  | 15 | 9  | 23 | 33 | 33    |
| 15   | Aigle Royal Menoua | 30 | 7  | 11 | 12 | 20 | 29 | 32    |
| 16   | Elecsport Limbé    | 30 | 6  | 10 | 14 | 28 | 35 | 28    |